# Ненашева, Альдона Михайловна
Альдо́на Миха́йловна Ненашева (род. 22 августа 1928) — советский и российский скульптор. Член СХ СССР (1962) и МОСХ (1963).  Заслуженный художник РСФСР (1976). Народный художник РСФСР (1990).

## Биография
Родилась 22 августа 1928 года на станции Арчеда Волгоградской области.
С 1946 по 1954 годы обучалась на филологическом факультете Саратовского государственного университета и одновременно с 1947 по 1952 годы в — Саратовском художественном училище, где её учителями по композиции и рисунку были — Н. М. Гущин и Э. Ф. Эккерт. С 1954 по 1959 годы обучалась на скульптурном факультете в Московском  художественном институте имени В. И. Сурикова, её учителями были — Н. В. Томский и А. А. Древин.
С 1958 года А. М. Ненашева становится участником республиканских, всесоюзных и международных художественных выставок: в 1958 году — «40 лет ВЛКСМ», в 1960 году — 7-й Всесоюзной выставки дипломных работ, в 1962 году — Всесоюзной молодёжной выставки, в 1967 году — международной художественной выставки в Чехословакии, в 1965 и в 1970 году была участником — 2-й и 4-й  выставки «Советская Россия», за участие в 4-й выставке А. М. Ненашева была удостоена золотой медали, в 1972 году участница — Республиканской и Всесоюзной выставки «Скульптура малых форм» и Республиканской выставке «По родной стране», в 1996 году — «50 лет МООСХ». 
Наиболее значимые скульптурные работы А. М. Ненашевой были посвящены А. С. Пушкину и его окружению, а также окружающему бытию: керамика — «Пушкин», фарфор — «Пушкин-мальчик», «Мальчик», «Материнство» и «Цирк» и «Электричка», гипс — «В садах лицея», «Радость. Мир» и «Голова юноши», мрамор — «А. С. Пушкин», известняк — «Портрет Иноземцевой», «Солнышко» (1983 — бронза. Парк Музеон). Скульптурные работы А. М. Ненашевой находятся в музеях России, в частности в Государственном музее изобразительных искусств имени А. С. Пушкина в Москве и Всероссийском музее А. С. Пушкина в Санкт-Петербурге, в Саратовском художественном музее имени А. Н. Радищева, Костромском государственном историко-архитектурном и художественном музее-заповеднике и Государственной Третьяковской галерее.
С 1962 года А. М. Ненашева была избрана — членом Союза художников СССР.  С 1963 по 1964 годы А. М. Ненашева — член  художественного совета по скульптуре, член совета по декоративно-прикладному искусству и председатель бюро секции скульптуры МОСХ.  С 1964 по 1965 годы — член художественного совета и заместитель председателя бюро секции скульптуры. С 1971 года — член Президиума Правления и с 1971 по 1976 годы — член Правления Московского союза художников.
В 1976 году Указом Президиума Верховного Совета РСФСР А. М. Ненашевой было присвоено почётное звание — Заслуженный художник РСФСР, в 1990 году — Народный художник РСФСР. 

## Награды
- Народный художник РСФСР (1990)
- Заслуженный художник РСФСР (1976)